# Кіржацький район
Кіржацький район (рос. Киржачский район) — адміністративна одиниця Росії, Владимирська область. До складу району входять 1 міське та 5 сільських поселення. Серед 113 населених пунктів 1 місто, та 112 сільських населених пунктів.
Адміністративний центр — місто Кіржач.

## Історія
Район утворений 10 квітня 1929 року в складі Александровського округу Івановської промислової області з частини території Олександрівського повіту Владимирської губернії.
З 11 березня 1936 року до 14 серпня 1944 року район був у складі Івановської області, відтак переданий до складу новоутвореної Владимирської області.
27 квітня 2005 року відповідно до Закону Владимирської області № 36-ОЗ Кіржацький район наділений статусом муніципального району у складі 1 міського та 4 сільських поселень.

## Населення
| 1939    | 1959    | 1970    | 1979    | 1989    | 2002    | 2009    |
| ------- | ------- | ------- | ------- | ------- | ------- | ------- |
| 49 753  | ↘45 044 | ↗45 493 | ↗47 367 | ↗49 846 | ↘45 188 | ↘40 768 |
| 2010    | 2011    | 2012    | 2013    | 2014    | 2015    | 2016    |
| ↗42 159 | ↘42 029 | ↘41 104 | ↘40 342 | ↘39 624 | ↘39 130 | ↘38 777 |
| 2017    | 2018    |         |         |         |         |         |
| ↘38 475 | ↘38 080 |         |         |         |         |         |